# العلاقات الأمريكية البوليفية
بدأت العلاقات الأمريكية البوليفية عام 1837 مع أول زيارة لسفير الولايات المتحدة إلى كونفدرالية بيرو-بوليفيا. تفككت الكونفدرالية عام 1839، ولم تتأسس العلاقات الثنائية حتى عام 1848 عندما اعترفت الولايات المتحدة ببوليفيا كدولة ذات سيادة وعينت جون أبليتون قائمًا بالأعمال.
انتقد الرئيس السابق إيفو موراليس سياسات الولايات المتحدة علنًا باعتباره حليفًا قويًا ومؤيدًا لروسيا وفنزويلا وكوبا وسوريا وإيران.
وفقًا لتقرير القيادة العالمية للولايات المتحدة لعام 2012، وافق 34% من البوليفيين على «الأداء الوظيفي للقيادة الأمريكية»، مع رفض 26% و 40% غير متأكد. في استطلاع رأي عام 2013 حول القيادة العالمية، كان 55% من البوليفيين ينظرون إلى الولايات المتحدة بشكل إيجابي، بينما أبدى 29% وجهات نظر سلبية.

## تاريخ
في عام 1951، تولت الحركة القومية الثورية الاشتراكية[بحاجة لمصدر] السلطة عقب انتفاضة ضد نظام عسكري يميني.

### العلاقات الحديثة
أدى انتخاب إيفو موراليس رئيسًا في وقت لاحق من عام 2006 إلى توترات جديدة. تتضمن خطة موراليس برامج لإعادة الأرض والسلطة إلى شعب أيمارا في بوليفيا، وتأميم الصناعات الرئيسية وإضفاء الشرعية على استخدام نبات الكوكا، وهو دواء شعب أيمارا التقليدي. في سبتمبر 2008، وضع الرئيس الأمريكي جورج دبليو بوش بوليفيا على قائمة سوداء لمكافحة المخدرات إلى جانب فنزويلا. وقال إن بوليفيا «فشلت بشكل واضح» في الوفاء بالتزاماتها لمكافحة إنتاج المخدرات غير المشروعة والاتجار بها، وخاصة الكوكايين. ومع ذلك، في الوقت الحالي، لن يؤثر هذا على المساعدات الأمريكية. تحدث إيفو موراليس بعد أسبوع، وقال إن الولايات المتحدة حاولت إفشال سياساته وفشلت في إدانة حركة مؤيدة للحكم الذاتي تستخدم تكتيكات إرهابية. قال إنه كعضو في البرلمان في عام 2002، اتهمه السفير الأمريكي بكونه تاجر مخدرات وقاتل، وأن السفير وصفه لاحقًا بأنه بن لادن أنديزي وهدد بقطع المساعدة إذا صوت البوليفيون لصالحه. اتهم موراليس وكالة المخابرات المركزية بمساعدة النظام السابق في بوليفيا، وقال إن الجيش الأمريكي دعم شحنات أسلحة غير مشروعة للمتمردين.
في تشرين الثاني (نوفمبر) 2010، اتهم موراليس الولايات المتحدة بمساعدة محاولات الانقلاب في فنزويلا وبوليفيا والإكوادور، فضلًا عن محاولة انقلاب ناجحة في هندوراس، بينما شجب أيضًا محاولات الولايات المتحدة لتحديد الجهات التي يجب على بوليفيا أن تقيم علاقات خارجية معها، في إشارة إلى الخلافات حول المحادثات المحتملة بين إيران وبوليفيا.
في سبتمبر 2018 في اجتماع لمجلس الأمن التابع للأمم المتحدة، اتهم موراليس الولايات المتحدة بالترويج للتعذيب. انتقد موراليس أيضًا الرئيس الأمريكي دونالد ترامب وجهًا لوجه لتهديده فنزويلا ومعارضة الولايات المتحدة للمحكمة الجنائية الدولية.

### حادث طائرة موراليس
تدهورت العلاقات بين الولايات المتحدة وبوليفيا أكثر في يوليو 2013، عندما هبطت طائرة الرئيس البوليفي إيفو موراليس -أثناء عودتها إلى بوليفيا من روسيا- في فيينا، النمسا بعد إبلاغ فرنسا وإسبانيا والبرتغال وإيطاليا بوليفيا أن مجالهم الجوي مغلق أمام طائرته نتيجة شائعات غير مثبتة تفيد أن المُبلغ الأمريكي إدوارد سنودن كان على متن طائرته. وقال موراليس إن الولايات المتحدة تضغط على الدول الأوروبية لمنعه من العودة إلى الوطن. بعد وصوله إلى لاباز، قال موراليس إنه من المحتمل أن يغلق السفارة الأمريكية في لاباز، قائلًا «لسنا بحاجة إلى سفارة الولايات المتحدة».

### حكومة آنييز المؤقتة وعودة الحركة نحو الاشتراكية في عهد لويس آرسي
في نوفمبر 2019، بعد اتهامات بالتزوير في الانتخابات العامة والأزمة السياسية المؤكدة، استقال إيفو موراليس من منصب الرئيس وتولت السناتور جانين آنييز السلطة. بعد الإطاحة بموراليس، عملت آنييز على تحسين العلاقات مع الولايات المتحدة بشكل مطرد، إذ كانت في أدنى مستوياتها تحت إدارة موراليس وعينت سفيرًا مؤقتًا للولايات المتحدة لأول مرة منذ أكثر من عقد.
بعد الانتخابات العامة في أكتوبر 2020 وفوز المرشح الاشتراكي لويس آرس، ساءت العلاقات على الرغم من محاولته تحسين العلاقات مع الولايات المتحدة.[بحاجة لمصدر] عندما ألقي القبض على جانين آنييز وعدد من وزرائها في مارس 2021 بتهمة ارتكاب جرائم جنائية تتعلق بالمذابح التي وقعت خلال الأيام الأولى من رئاستها، انحدرت العلاقات إلى مستوى جديد، بعد تصريحات وزير الخارجية الأمريكي أنتوني بلينكين ودعوته إلى الإفراج عن آنييز. ردًا على ذلك، صرحت إدارة آرسي أن الولايات المتحدة كانت تتدخل في الشؤون الداخلية لبوليفيا.

## مقارنة بين البلدين
هذه مقارنة عامة ومرجعية للدولتين:
| وجه المقارنة                                              | الولايات المتحدة                                                                                                  | بوليفيا                                          |
| --------------------------------------------------------- | --- | ------------------------------------------------ |
| المساحة (كم2)                                             | 9.83 مليون | 1.10 مليون                                       |
| عدد السكان (نسمة)                                         | 311.58 مليون | 11.05 مليون                                      |
| الكثافة السكانية (ن./كم²)                                 | 31.7 | 10.05                                            |
| العاصمة                                                   | واشنطن العاصمة | سوكري، لاباز                                     |
| اللغة الرسمية                                             | لغة إنجليزية | اللغة الإسبانية، اللغة الأيمرية، كتشوا، غوارانية |
| العملة                                                    | دولار أمريكي | بوليفاريو بوليفي                                 |
| الناتج المحلي الإجمالي (بليون دولار)                      | 19.39 تريليون | 37.51 مليار                                      |
| الناتج المحلي الإجمالي (تعادل القوة الشرائية) بليون دولار | 18.04 تريليون | 74.58 مليار                                      |
| الناتج المحلي الإجمالي الاسمي للفرد دولار أمريكي          | 56.12 ألف | 3.08 ألف                                         |
| الناتج المحلي الإجمالي للفرد دولار أمريكي                 | 54.63 ألف | 6.63 ألف                                         |
| مؤشر التنمية البشرية                                      | 0.920 | 0.662                                            |
| رمز المكالمات الدولي                                      | +1 | +591                                             |
| رمز الإنترنت                                              | .us، حكومة، .mil، Edu.                                                                                            | .bo                                              |
| المنطقة الزمنية                                           | توقيت ساموا الأمريكية، توقيت أطلنطي موحد، منطقة زمنية وسطى، توقيت ألاسكا ‏، المنطقة الزمنية الجبلية، توقيت تشامرو ‏ | 00                                               |

## مدن متوأمة
في ما يلي قائمة باتفاقيات التوأمة بين مدن أمريكية وبوليفية:
- ترتبط نيويورك مع لاباز باتفاقية توأمة منذ 2003.[26][26][26][26]
- ترتبط واشنطن العاصمة مع لاباز باتفاقية توأمة منذ 19 فبراير 1962.[27]
- ترتبط دنفر مع لاباز باتفاقية توأمة منذ 1975.
- ترتبط ميامي مع كوتشابامبا باتفاقية توأمة منذ 1 نوفمبر 1990.
- ترتبط مقاطعة ميامي داد مع سانتا كروز دي لا سييرا باتفاقية توأمة.

## منظمات دولية مشتركة
يشترك البلدان في عضوية مجموعة من المنظمات الدولية، منها:
| علم المنظمة | اسم المنظمة                        | تاريخ انضمام الولايات المتحدة | تاريخ انضمام بوليفيا |
| ----------- | ---------------------------------- | ----------------------------- | -------------------- |
|             | منظمة حظر الأسلحة الكيميائية       | ?                             | ?                    |
|             | البنك الدولي للإنشاء والتعمير      | 27 ديسمبر 1945                | 27 ديسمبر 1945       |
|             | الأمم المتحدة                      | 24 أكتوبر 1945                | 14 نوفمبر 1945       |
|             | الاتحاد البريدي العالمي            | ?                             | ?                    |
|             | منظمة التجارة العالمية             | ?                             | 12 سبتمبر 1995       |
|             | مؤسسة التنمية الدولية              | 24 سبتمبر 1960                | 21 يونيو 1961        |
|             | مؤسسة التمويل الدولية              | 20 يوليو 1956                 | 20 يوليو 1956        |
|             | الاتحاد الدولي للاتصالات           | 1 يوليو 1908                  | 1 يونيو 1907         |
|             | منظمة الشرطة الجنائية الدولية      | ?                             | ?                    |
|             | وكالة ضمان الاستثمار متعدد الأطراف | 12 أبريل 1988                 | 3 أكتوبر 1991        |
|             | يونسكو                             | 4 نوفمبر 1946                 | 13 نوفمبر 1946       |

## أعلام
هذه قائمة لبعض الشخصيات التي تربطها علاقات بالبلدين:
- جون ووكر دانا (سياسي أمريكي، 21 يونيو 1808[36] – 22 ديسمبر 1867[36])
- خوان فرناندو باستوس (رسام من الولايات المتحدة الأمريكية، 18 يناير 1958 – )
- دوغلاس هندرسون (دبلوماسي من الولايات المتحدة الأمريكية، 15 أكتوبر 1914[37] – 14 يوليو 2010[37])
- راكيل ولش (ممثلة أمريكية، 5 سبتمبر 1940[38][39][40] – )
- سيسيليا مونوز (سياسية أمريكية، 27 يوليو 1962 – )
- فيليب غولدبرغ (دبلوماسي أمريكي، 1 أغسطس 1956 – )
- هوراس جي. نولز (دبلوماسي أمريكي، 1862 – 2 نوفمبر 1937)

## وصلات خارجية
- موقع وزارة الخارجية الأمريكية
- موقع وزارة الخارجية البوليفية